# Lill-Roten
Lill-Roten är en sjö i Härnösands kommun och Timrå kommun i Ångermanland och ingår i Gådeåns huvudavrinningsområde. Sjön är 17 meter djup, har en yta på 0,549 kvadratkilometer och är belägen 156,8 meter över havet. Sjön avvattnas av vattendraget Brånsån. Vid provfiske har bland annat abborre, gers, gädda och lake fångats i sjön.

## Delavrinningsområde
Lill-Roten ingår i det delavrinningsområde (694720-158909) som SMHI kallar för Utloppet av Lill-Roten. Medelhöjden är 203 meter över havet och ytan är 6,21 kvadratkilometer. Räknas de 3 avrinningsområdena uppströms in blir den ackumulerade arean 26,71 kvadratkilometer. Brånsån som avvattnar avrinningsområdet har biflödesordning 2, vilket innebär att vattnet flödar genom totalt 2 vattendrag innan det når havet efter 25 kilometer. Avrinningsområdet består mestadels av skog (80 procent). Avrinningsområdet har 0,55 kvadratkilometer vattenytor vilket ger det en sjöprocent på 8,9 procent.

## Fisk
Vid provfiske har följande fisk fångats i sjön:
- Abborre
- Gärs
- Gädda
- Lake
- Löja
- Mört
- Nors